# ソウル・フラワー・ユニオン
ソウル・フラワー・ユニオン（英語: SOUL FLOWER UNION）は、1993年に結成された日本のミクスチャー・ロック・バンド。
1995年の阪神・淡路大震災を機に生まれた別働隊チンドン楽団のソウル・フラワー・モノノケ・サミット（英語: SOUL FLOWER MONONOKE SUMMIT）もこの項目で扱う。

## 略歴

### 結成（1993）
1988年に自主レーベル「ソウル・フラワー・レコード」を共同設立し、ともに活動を行っていた2つのバンド、ニューエスト・モデル（1985年 - 1993年）とメスカリン・ドライヴ（1984年 - 1993年）が、同時に解散し、統合するという形で、1993年9月に結成された。
同年11月に、メスカリン・ドライヴの4thアルバムとして制作を開始していたアイヌ民族抵抗史をテーマに据えたアルバム『カムイ・イピリマ』で、アルバム・デビュー。翌年、「物の怪解放」をテーマに据えた、新曲と後期ニューエスト・モデルのライヴ・レパートリーの混在する2ndアルバム『ワタツミ・ヤマツミ』をリリース。
以降、日本列島周辺に住む民族の民謡（ヤマト、琉球、朝鮮、アイヌ等）や大衆歌謡（壮士演歌、労働歌、革命歌等）、アイリッシュ・トラッドやロマ音楽などのマージナル・ミュージックをロックンロール、リズム・アンド・ブルース、スウィング・ジャズ、サイケデリック・ロック、カントリー、レゲエ、パンク・ロックなどと融合させた音楽を展開する。

### 神戸、ドヤ街、アイルランド（1995〜）
1995年2月、阪神・淡路大震災の直後に伊丹英子の発案で、震災被災者を励ますため、ソウル・フラワー・モノノケ・サミット名義による「出前慰問ライヴ」を開始。被災地特有の諸般の理由からアコースティックな楽器を用いることにし、エレキ・ギターを沖縄の三線に、ドラムをチンドン太鼓やチャンゴ（朝鮮太鼓）に持ち替え、他のメンバーはそれぞれアコーディオンやクラリネットなどを持ち、震災初期はマイクの替わりにメガホンや拡声器を使い、避難所や仮設住宅などで演奏活動を行った（震災当初、如何なる場所でも演奏出来る、ということが主眼に置かれた故の「非電化」であった）。震災被災者の中でも、特に年配のために、戦前戦後の流行り唄や壮士演歌、ヤマト民謡・沖縄民謡・朝鮮民謡・アイヌ民謡などをレパートリーにし、チンドン・アレンジで演奏し、彼らを力付けた。また、同時期に伊丹英子が『ソウル・フラワー震災基金』を立ち上げ、長期にわたり震災被災者の支援を積極的に行っている。
中川敬が震災の一ヶ月後に書き下ろした「満月の夕」では、被災地の惨状や、復興への厳しい現実、そして、それらに向き合う人々のひたむきな姿が歌い込まれ、大きな反響を得た（主旋律の一部は山口洋との共作）。それを受け、この曲は後年においてもガガガSPや沢知恵、平安隆、酒井俊、BRAHMAN、J-Min、大竹しのぶ、アン・サリーなど、多くのアーティストによりカバーされている。
そうした多くの出逢いを生んだ被災地での活動は、ソウル・フラワー・ユニオンの3rdアルバム『エレクトロ・アジール・バップ』、ソウル・フラワー・モノノケ・サミットの『アジール・チンドン』『レヴェラーズ・チンドン』など、初期のピークを指し示している作品群の隅々に反映している。
1997年、伊丹英子の耳の持病（音響性外傷）が悪化し、ソウル・フラワー・ユニオンとしての活動を一時停止するが、同年年末に活動再開。活動停止期間中は、ソウル・フラワー・モノノケ・サミットとしての活動（ドヤ街、障害者イベント、ベトナム、フィリピン、香港など）と、中川敬のソロ・プロジェクトであるソウルシャリスト・エスケイプの活動を行っていた。この中川のソロ活動により、ドーナル・ラニー、シャロン・シャノン、アルタン、キーラらアイリッシュ・トラッド界の歴々たるアーティストとの交流、レコーディング・セッションが始まり（『ロスト・ホームランド』『マージナル・ムーン』『ウィンズ・フェアグラウンド』『スクリューボール・コメディ 』など）、大衆歌謡とトラッド、ロックをミクスチャーした独自の音楽世界を確立してゆく。

### 東ティモール、パレスチナ、辺野古（2000〜）
1999年、大手レーベルを離れ、映画『アンチェイン』のサウンドトラック、非戦三部作（『アザディ!?』『ラヴ・プラスマイナス・ゼロ』『シャローム・サラーム』）、ソウル・フラワー・モノノケ・サミットの『デラシネ・チンドン』など、自主レーベルからクオリティの高い多くの作品を精力的にリリース。東ティモール独立式典でのライヴ (2002年) や、三度に亘るフランス・ツアー (2002年) 、国後島（2003年）、台湾（2004年、2013年）、韓国 (1999年、2005年) 、ヨルダン・パレスチナ難民キャンプでのライヴ (2005年) など、その国際的な活動が作品として実を結んだ大作アルバム『ロロサエ・モナムール』は、2005年に発表された。
2007年2月、新たな米軍基地建設計画で揺れる沖縄・辺野古のビーチ（在日米軍海兵隊基地キャンプ・シュワブそば）で『PEACE MUSIC FESTA！』を主催し、その模様はDVD作品『ライヴ辺野古』、シングル『辺野古節』『海へゆく』に結実。『非戦音楽人会議』の主宰など、積極的に現場とのコミットを続けている。
2006年から日本全国を回る為のアコースティック・ユニット、ソウル・フラワー・アコースティック・パルチザンを結成し、中川敬、奥野真哉（時に高木克）、リクオ（時にJIGEN）の三人での地方巡業ツアーも活動の合間に行なっている。
2008年9月、3年ぶりのフル・アルバム『カンテ・ディアスポラ』（73分の大作）をリリース。2009年以降、脱退した河村博司に代わり新加入した高木克が参加したマキシ・シングル『ルーシーの子どもたち』『アクア・ヴィテ』『死ぬまで生きろ!』、10年振りのライヴ・アルバム『エグザイル・オン・メイン・ビーチ』をリリース。
2010年12月、2年ぶりのフル・アルバム『キャンプ・パンゲア』をリリース。

### 現在へ（2011〜）
2011年3月11日に起こった東日本大震災の被災地支援のため、『ソウルフラワー震災基金2011』を立ち上げ、ソウルフラワーみちのく旅団名義で、石巻、女川、南三陸、登米、気仙沼、陸前高田、大船渡、南相馬などの避難所や仮設住宅で出前ライヴを行なっている。
2011年12月、被災地・東北での出逢いの結晶ともいえるミニ・アルバム『キセキの渚』をリリース。
2013年6月、反原発運動、反レイシズム運動と連動したミニ・アルバム『踊れ！踊らされる前に』をリリース。レーベル枠を超えた結成20周年記念のベスト・アルバム『ザ・ベスト・オブ・ソウル・フラワー・ユニオン 1993-2013』、ベストPV集『ゴースト・キネマ 1993- 2013 〜20TH ANNIVERSARY MUSIC VIDEO COLLECTION』をリリース。
2014年10月、4年ぶりのフル・アルバム『アンダーグラウンド・レイルロード』をリリース。
2016年3月、6月、12月、『ニューエスト・モデル結成30周年記念ツアー』と称して、ニューエスト・モデル楽曲中心のセットリストでツアーを展開。
2017年3月の『闇鍋音楽祭』ツアーから、新しいドラマーJah-Rahが加入し、コーラスにLIKKLE MAIを迎えた新体制で活動を展開。
2018年12月、4年ぶりのフル・アルバム『バタフライ・アフェクツ』をリリース。
2020年12月、2年ぶりのフル・アルバム『ハビタブル・ゾーン』をリリース。
三ヶ月に一度（3、6、9、12月）開催される「東（名）阪ツアー」は1997年12月から休むことなく続いており、2007年からは毎年3月に『闇鍋音楽祭』を開催している（『年末ソウル・フラワー祭』は1987年から続いている）。トラッド、ソウル、ジャズ、パンク、レゲエ、ラテン、民謡、チンドン、ロックンロールなど、様々な音楽を精力的に雑食、それを具現化する祝祭的ライヴは国内外で高い評価を得ている。
親交のあるアーティストは多く、同世代や若手世代以外にも、例えば、登川誠仁、田端義夫、加藤登紀子、大城美佐子、照屋政雄、柴山俊之（ex.サンハウス）、シーナ&ロケッツ、仲井戸麗市、パンタ（ex.頭脳警察）、ネーネーズ、大工哲弘、梅津和時、渋さ知らズ、有山じゅんじ、友部正人、遠藤ミチロウ、早川義夫、中川五郎、春日博文（ex.カルメン・マキ&OZ）、OKI、金子飛鳥、電気グルーヴ、非常階段、the 原爆オナニーズ、BO GUMBOS、アナーキー、ザ・ルースターズ、JAGATARA等とレコーディングやライヴでしばしば共演している。
活動範囲も幅広く、ベトナム、フィリピン（スモーキー・マウンテン）、香港、韓国、北朝鮮、台湾、フランス、東ティモール（独立式典）、ヨルダン（パレスチナ難民キャンプ）、北方領土（国後島）など世界中でライブを、アイルランド、イギリスなどでレコーディングも行っている。アイリッシュ・トラッド界のミュージシャン達や、ビリー・ブラッグ、ミック・ジャガー、ザ・ポーグス、スピーチ（アレステッド・ディベロップメント）、3ムスタファズ3など、海外ミュージシャンらによる評価も高い。

## メンバー・担当楽器
中川敬（唄、ギター、三線など）ex.ニューエスト・モデル
バンドの大半の作詞、作曲、編曲、プロデュース、デザイン・ワークなどを手がける。かつての愛称は「番長」「ゲーリー」などがあったが、近年ではバンド周辺の子どもたちを中心に「ゲゲ」と呼ばれる。徹底して現場主義にこだわり社会的発言を続けており、反権力・反権威、アナーキズムの視座から、非戦の立場を明確にしているが、左右を問わず既成のイデオロギーや宗教への懐疑や嫌悪感もしばしば表明しており、それらに代わり甲子園観戦を「巡礼」・球団を「宗教」と言い切るほど熱狂的な阪神タイガースファンであると同時に、現在も大阪に住み続けるほど愛郷心が強い。バンドの音楽からもうかがえるロックンロール・パンク・ファンク・フォークなどの豊かな蓄積の他、世界のトラッドや民謡、ヨーロッパ映画などにも明るい。過去ソウル・フラワーの活動以外にソウルシャリスト・エスケイプ、ヤポネシアン・ボールズ・ファウンデーションなどの別プロジェクトがあったが、2011年6月に『街道筋の着地しないブルース』を発表してからは純粋なソロ名義での活動を始め、2015年からはアコースティック・ギターのみの弾き語りライヴを全国津々浦々のライヴ・スポットで旺盛に行っている。また東日本大震災ならびに福島第一原発事故以降、東北の避難所や仮設住宅で慰問ライヴをするかたわら、多くの反原発デモや反レイシズム、アンチファ運動の現場に一市民として参加している。
伊丹英子（ブズーキ、チンドン太鼓、チャンゴ、三板など）ex.メスカリン・ドライヴ
愛称「ヒデ坊」。中川とともにバンドの精神的支柱で、被災地出前ライヴ（ソウル・フラワー・モノノケ・サミット、ソウル・フラワー震災基金）や沖縄 PEACE MUSIC FESTA！（辺野古の米軍基地建設計画反対イベント）の発案者でもある。音響性外傷の療養と育児のため、2005年以降は沖縄本島に在住し、音楽活動はソウル・フラワー・モノノケ・サミットに専念（チンドン太鼓やブズーキでソウル・フラワー本隊にも時折参加）。ドーナル・ラニー関連のCD作品を中心にリリースするZO-San Recordの主宰者でもあり、彼女が主催するイベントは『つづら折りの宴』と呼ばれる。かつては京都・河原町で「カムイ・ミンタラ」というアジア雑貨店を経営していたこともある。
奥野真哉（キーボード）ex.ニューエスト・モデル
サウンド・メイキングにおいて、中川の片腕的存在。メンバー中最も課外活動が盛んで、多くのアーティストのサポートや、時にプロデュースも行う。ウルフルズ、BONNIE PINK、エレファントカシマシ、布袋寅泰のメンバーとして、NHK紅白歌合戦に4度出演。小泉今日子や斉藤和義、毛皮のマリーズのバック・メンバーとしてテレビやライヴに出演することもままあり、2011年から布袋寅泰の、2012年からレピッシュのサポートメンバーとしても活動している。また、2017年からは渡辺美里のバンドマスターを務めている。Kiss-FM KOBEでラジオパーソナリティを務めていたこともある（『ロッキン・アジール・ジャミング』）。愛称は「ウキウキ・オクノ」「らくだ」などがあったが、定着には至っていない。
高木克（ギター、ブズーキなど)
シェイディ・ドールズ、三宅伸治&THE TRAMP、NO STARS INNOVATION、H-ROLLERS、MOONEY & HIS LUCKYRHYTHMなど、数々のバンドを経て、2009年2月のレコーディングからソウル・フラワー・ユニオンに加入。ギター以外に、ペダル・スティール、マンドリン、ブズーキなど、弦楽器全般の名手である。 ロニー・レイン、チャールズ・ミンガスがフェイヴァリット・アーティスト。
阿部光一郎（ベース）
WACK WACK RHYTHM BAND、What's Love?などのバンドを経て、2014年6月のツアーからソウル・フラワー・ユニオンに加入。土屋アンナ、JAY'ED、DEEP、BONNIE PINK、堂島孝平、カジヒデキ、ももいろクローバーZ、アンジェラ・アキ等のバック・バンドのサポートや、多和田えみ、ROCK'A'TRENCHのプロデュースなど、裏方としての活動でも知られる。ダニー・ハザウェイがフェイヴァリット・アーティスト。
Jah-Rah（ドラム）
2017年1月加入。麗蘭のドラマーでもある。THE EASY WALKERSを経て、かまやつひろし、矢沢永吉、ROLLY、奥田民生、LOVE PSYCHEDELICO、横山健、甲斐バンドなどのレコーディングやライヴに参加。ローリング・ストーンズがフェイヴァリット・アーティスト。

### 元メンバー
永野かおり（ベース）
元メスカリン・ドライヴ。結成時に参加、『カムイ・イピリマ』録音後に脱退（『ワタツミ・ヤマツミ』にもクレジットあり）。
高木太郎（ドラムス）
元メスカリン・ドライヴ。結成時に参加、『宇宙フーテン・スイング』録音後に脱退。
内海洋子（ヴォーカル）
元メスカリン・ドライヴ。後期ニューエスト・モデルからレギュラー参加し、『宇宙フーテン・スイング』録音後に正式メンバーからは脱退するが、ソウル・フラワー・モノノケ・サミットでの活動は継続する他、近年も録音にコーラスで屡々参加している。
河村博司（ベース、ギター）
元ニューエスト・モデル。『カムイ・イピリマ』では一曲のみギターで参加したが、永野脱退後の『ワタツミ・ヤマツミ』以降『ラヴ・プラスマイナス・ゼロ』まではベースを担当。ジゲンの加入した『シャローム・サラーム』からはギターに転向したが、『カンテ・ディアスポラ』録音後、自身のソロ活動のためソウル・フラワー・モノノケ・サミット以外の活動から離脱。
ジゲン（ベース）
ソウル・フラワー・ユニオンにコーラスで参加していた上村美保子とのデュオ・桃梨でも活動。『シャローム・サラーム』から加入し、『キャンプ・パンゲア』録音後に脱退。
伊藤孝喜（ドラム）
2000年12月のツアーからソウル・フラワー・ユニオンに加入、2016年12月のツアーをもって脱退。中川敬の別プロジェクトのヤポネシアン・ボールズ・ファウンデーションにも参加。佐藤行衛と韓国でもコプチャンチョンゴルを結成しており、頻繁に渡韓している。ハングルが使える。フランク・ザッパがフェイヴァリット・アーティスト。

### 共演ミュージシャン（一部）
- 梅津和時
- 大熊ワタル（シカラムータ）
- 山口洋（ヒートウェイヴ）
- リクオ
- ドーナル・ラニー
- Dr.kyOn（ボ・ガンボス）
- 金子飛鳥ストリングス
- 太田惠資
- 赤木りえ
- 関島岳郎
- 春日博文（元カルメン・マキ&OZ、NOIZ他）
- サム・ベネット
- レイ・フィン
- ジョン・マシューズ
- 菊地成孔
- 水江洋館
- 八尋知洋
- 登川誠仁
- チャンプルーズ
- BLACK BOTTOM BRASS BAND
- ALTAN
- KILA

## 別名義プロジェクト
ソウル・フラワー・ユニオン、ソウル・フラワー・モノノケ・サミット以外の別名義の活動も多く、地方巡業用ユニットのソウル・フラワー・アコースティック・パルチザン（SOUL FLOWER ACOUSTIC PARTISAN）、東日本大震災の被災地出前ライヴ時のユニットのソウルフラワーみちのく旅団、中川敬の別プロジェクトのソウルシャリスト・エスケイプ（SOUL-CIALIST ESCAPE）やヤポネシアン・ボールズ・ファウンデーション（JAPONESIAN BALLS FOUNDATION）などがある。

## ディスコグラフィ

### ソウル・フラワー・ユニオン
| オリジナル・アルバム                         | リリース       | 備考                 |
| -------------------------------------------- | -------------- | -------------------- |
| カムイ・イピリマ                             | 1993年11月1日  |                      |
| ワタツミ・ヤマツミ                           | 1994年10月1日  |                      |
| エレクトロ・アジール・バップ                 | 1996年10月21日 |                      |
| ウィンズ・フェアグラウンド                   | 1999年2月20日  |                      |
| ハイ・タイド・アンド・ムーンライト・バッシュ | 1999年12月8日  | ライヴ・アルバム     |
| スクリューボール・コメディ                   | 2001年7月25日  |                      |
| ラヴ・プラスマイナス・ゼロ                   | 2002年8月23日  | 半カバー曲の企画盤   |
| シャローム・サラーム                         | 2003年7月25日  | 半ライヴ音源の企画盤 |
| ロロサエ・モナムール                         | 2005年7月20日  |                      |
| カンテ・ディアスポラ                         | 2008年9月17日  |                      |
| エグザイル・オン・メイン・ビーチ             | 2009年10月7日  | ライヴ・アルバム     |
| キャンプ・パンゲア                           | 2010年12月15日 |                      |
| アンダーグラウンド・レイルロード             | 2014年10月8日  |                      |
| バタフライ・アフェクツ                       | 2018年12月19日 |                      |
| ハビタブル・ゾーン                           | 2020年12月16日 |                      |

| コンピレーション・アルバム                             | リリース       | 備考                                                             |
| ------------------------------------------------------ | -------------- | ---------------------------------------------------------------- |
| ゴースト・ヒッツ 93-96                                 | 1996年6月1日   | ベスト・アルバム                                                 |
| ゴースト・ヒッツ 95-99                                 | 2001年12月12日 | ベスト・アルバム                                                 |
| ゴースト・ヒッツ 00-06                                 | 2006年9月20日  | ベスト・アルバム                                                 |
| 満月の夕〜90's シングルズ                              | 2008年3月19日  | シングル・コレクション                                           |
| ソウル・フラワー・ボックス 1993-1999                   | 2011年9月28日  | 90年代作品の6枚組アルバム・コレクション                          |
| ザ・ベスト・オブ・ソウル・フラワー・ユニオン 1993-2013 | 2013年12月25日 | レーベル枠を超えたオールタイム・ベスト・アルバム                 |
| ダンス・ヒッツ 2010-2014                               | 2016年11月3日  | アナログLP盤のみのダンス・チューン・コンピレーション             |
| ダンス・ヒッツ 2005-2009                               | 2017年4月22日  | アナログLP盤のみのダンス・チューン・コンピレーション             |
| ダンス・ヒッツ 2000-2004                               | 2017年11月3日  | アナログLP盤のみのダンス・チューン・コンピレーション             |
| ダンス・ヒッツ 1996-1999                               | 2018年4月21日  | アナログLP盤のみのダンス・チューン・コンピレーション             |
| ダンス・ヒッツ 1993-1995                               | 2018年11月3日  | アナログLP盤のみのダンス・チューン・コンピレーション             |
| ア・フル・ムーン・イヴニング 1993-2018                 | 2020年11月3日  | アナログLP盤のみのスロー〜ミディアム・チューン・コンピレーション |

| ソウル・フラワー・ヴァイナル・リイシュー・シリーズ | リリース       | 備考                                     |
| -------------------------------------------------- | -------------- | ---------------------------------------- |
| エレクトロ・アジール・バップ                       | 2021年11月27日 | 3rdの2LP盤                               |
| ユニバーサル・インベーダー                         | 2022年4月23日  | ニューエスト・モデルの5thの2LP盤         |
| シャローム・サラーム&ラヴ・プラスマイナス・ゼロ    | 2022年11月3日  | 6thと7thのカップリング2LP盤              |
| ロスト・ホームランド                               | 2023年4月23日  | ソウルシャリスト・エスケイプの1stの2LP盤 |
| ウインズ・フェアグラウンド                         | 2023年11月15日 | 4thの2LP盤                               |

| シングル                                          | リリース       | 備考 |
| ------------------------------------------------- | -------------- | --- |
| 世界市民はすべての旗を降ろす                      | 1993年12月1日  | |
| 満月の夕                                          | 1995年10月1日  | |
| 向い風                                            | 1996年7月21日  | |
| エエジャナイカ                                    | 1996年11月21日 | マキシ・シングル |
| 宇宙フーテン・スイング                            | 1997年4月21日  | マキシ・シングル |
| マージナル・ムーン                                | 1998年7月8日   | ミニ・アルバム／ソウル・フラワー・ウィズ・ドーナル・ラニー・バンド名義                                               |
| イーチ・リトル・シング                            | 1998年12月2日  | マキシ・シングル |
| 青天井のクラウン                                  | 1999年1月21日  | NHK「みんなのうた」                                                                                                  |
| アンチェイン                                      | 2000年8月23日  | ミニ・アルバム／映画『アンチェイン』のサウンドトラック                                                               |
| 緑の沖縄                                          | 2001年7月25日  | 登川誠仁 with ソウル・フラワー・ユニオン名義                                                                         |
| 極東戦線異状なし!?                                | 2004年9月11日  | マキシ・シングル |
| ラヴィエベル〜人生は素晴らしい!                   | 2007年6月27日  | マキシ・シングル |
| 寝顔を見せて                                      | 2007年11月28日 | マキシ・シングル |
| 辺野古節                                          | 2008年3月5日   | DVD『ライヴ辺野古』のカップリング・マキシ・シングル                                                                  |
| 海へゆく                                          | 2008年6月18日  | マキシ・シングル |
| ルーシーの子どもたち                              | 2009年7月2日   | マキシ・シングル |
| インストゥルメンタル・オン・メイン・ビーチ        | 2009年9月11日  | 紙ジャケ特別仕様盤『エグザイル・オン・メイン・ビーチ』のカップリング・インスト集                                     |
| アクア・ヴィテ                                    | 2010年1月1日   | マキシ・シングル |
| 死ぬまで生きろ!                                   | 2010年6月30日  | マキシ・シングル |
| キセキの渚                                        | 2011年12月21日 | ミニ・アルバム |
| 踊れ！踊らされる前に                              | 2013年6月26日  | ミニ・アルバム |
| ザ・ダブ・オブ・ソウル・フラワー・ユニオン        | 2013年12月25日 | 『ザ・ベスト・オブ・ソウル・フラワー・ユニオン 1993-2013』初回限定特典ダブ・ディスク                                 |
| アンチファシスト・レイルロード                    | 2014年10月8日  | 「SOUL FLOWER UNION with C.R.A.C.」名義による、『アンダーグラウンド・レイルロード』初回限定特典4曲入りダブ・ディスク |
| ラン・ダイナモ・ラン                              | 2020年10月14日 | 配信シングル |
| ダンスは抵抗 (Gospel Renegade Future Bugalu Mix)  | 2020年12月16日 | 『ハビタブル・ゾーン』購入特典                                                                                       |
| 川から海まで〜Free Gaza (2024 Demonstration Ver.) | 2024年6月9日   | YouTube無料配信シングル                                                                                              |

| 映像作品                                                              | リリース       | 備考                                |
| --------------------------------------------------------------------- | -------------- | ----------------------------------- |
| ゴースト・キネマ 1993-1997                                            | 1997年12月12日 | プロモーション・ビデオ集（VHS/DVD） |
| ライヴ辺野古                                                          | 2008年3月5日   | ライヴ（DVD）                       |
| ゴースト・キネマ 1993- 2013 〜20TH ANNIVERSARY MUSIC VIDEO COLLECTION | 2013年9月25日  | ミュージック・ビデオ集（DVD）       |

### ソウル・フラワー・モノノケ・サミット
| アルバム               | リリース       | 備考 |
| ---------------------- | -------------- | ---- |
| アジール・チンドン     | 1995年12月9日  |      |
| レヴェラーズ・チンドン | 1997年10月26日 |      |
| デラシネ・チンドン     | 2006年6月7日   |      |

| 映像作品     | リリース     | 備考          |
| ------------ | ------------ | ------------- |
| ライヴ辺野古 | 2008年3月5日 | ライヴ（DVD） |

### ソウル・フラワー参加作品
| アルバム                                           | アーティスト名          | リリース | 備考                                                                                      |
| -------------------------------------------------- | ----------------------- | -------- | ----------------------------------------------------------------------------------------- |
| レインボー・ムーヴメント                           | 喜納昌吉&チャンプルーズ | 1993年   | ソウル・フラワー参加の「騒乱節 (ソーラン節)」収録                                         |
| 東京ビビンパ・クラブ                               | 東京ビビンパ・クラブ    | 1996年   | ソウル・フラワー参加の「パラン・パラン」収録                                              |
| かりゆしの月                                       | 平安隆                  | 1998年   | 中川&河村プロデュース作品。ソウル・フラワー全面参加                                       |
| 風ヲキッテ進メ!                                    | LIVE! LAUGH!            | 1999年   | 中川ヴォーカルの「道頓堀行進曲」「インターナショナル」収録                                |
| スピリチュアル・ユニティ                           | 登川誠仁                | 2001年   | 中川プロデュース作品。ソウル・フラワー全面参加                                            |
| ニューロティカ・トリビュート〜A.I COMPANY          | V.A.                    | 2003年   | ソウル・フラワー・ユニオン「チョイスで会おうぜ」収録                                      |
| THE COVER                                          | V.A.                    | 2003年   | 中川敬「ターキッシュ・ソング・オブ・ザ・ダムド」「バンクロバー」収録                      |
| 岡本おさみアコースティックパーティー with 吉川忠英 | V.A.                    | 2003年   | 中川敬「落陽」収録                                                                        |
| 風ガハランダ唄                                     | V.A.                    | 2004年   | 中川敬「ひかり」、伊丹英子&ドーナル・ラニー「夜明け前」収録等、ソウル・フラワー全面参加   |
| COLLA BO GUMBOS Vol.1                              | V.A.                    | 2005年   | ソウル・フラワー・ユニオン & ザ・グルーヴァーズ「ポケットの中」収録                       |
| 幻の名盤解放箱                                     | V.A.                    | 2005年   | ソウル・フラワー・ユニオン「ラリラリ東京」収録                                            |
| FINE TIME 2 〜A TRIBUTE TO NEW WAVE                | V.A.                    | 2005年   | ソウル・フラワー・ユニオン「アイム・ユア・マン」収録                                      |
| スティル・ラウド                                   | ザ・ルーズ              | 2007年   | 中川&奥野ゲスト参加の「フィーリン・ファッキン・アラウンド」「エンプティ・ノーション」収録 |

### トリビュート・アルバム
| アルバム                                                           | リリース     | 備考 |
| ------------------------------------------------------------------ | ------------ | --- |
| ソウル・フラワー・ユニオン＆ニューエスト・モデル 2016 トリビュート | 2016年8月3日 | ニューエスト・モデル結成30周年企画。参加アーティストは、大森靖子、岸田繁（くるり）、the 原爆オナニーズ、スピッツ、曽我部恵一、チャラン・ポ・ランタン、怒髪天、仲井戸麗市、中田裕二、七尾旅人、二階堂和美、BRAHMAN、フラワーカンパニーズ、MONGOL800。 |

## 書籍（オフィシャル）
- 国境を動揺させるロックンロール（ブルース・インターアクションズ／1998年）
- 中川敬 語録 1986-2002（歌垣社／2003年）
- ソウル・フラワー・ユニオン  解き放つ唄の轍（河出書房／2014年）